# Autòmat finit determinista

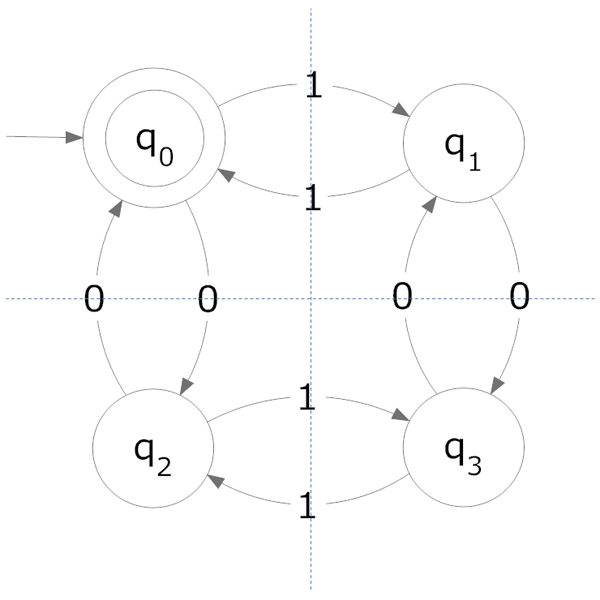
Autòmat finit determinista que reconeix el llenguatge regular conformat exclusivament per les cadenes amb un nombre parell de zeros i un nombre parell d'uns.

Exemple d'AFD amb dos estats. En node de l'esquerra és inicial i d'acceptació.

Un  autòmat finit determinista  (abreujat  AFD ) és un autòmat finit que a més és un sistema determinista, és a dir, per a cada estat en què es trobi l'autòmat, i amb qualsevol símbol de l'alfabet llegit, existeix sempre pel cap alt una transició possible des d'aquest estat i amb aquest símbol.

## Definició formal
Formalment, es defineix com una 5 - tupla ( Q , Σ,  q  0  , δ,  F ) on:
- {\displaystyle Q\,} és un conjunt d'estats;
- {\displaystyle \Sigma \,} és un alfabet;
- {\displaystyle Q_{0}\in Q} és l'estat inicial;
- {\displaystyle \Delta \colon Q\times \Sigma \to Q} és una funció de transició;
- {\displaystyle F\subseteq Q} és un conjunt d'estats finals o d'acceptació.

En un AFD no poden donar-se cap d'aquests dos casos:
- Que hi hagi dues transicions del tipus δ (q, a)= q   1  i δ (q, a) =q ₂, sent q 1≠q  2 ;
- Que hi hagi transicions del tipus δ (q,ε), on ε és la cadena buida, llevat que q sigui un estat final, sense transicions cap a altres estats.